# 东方小藤壶
东方小藤壶（学名：Chthamalus challengeri），是藤壶目小藤壶科小藤壶属的物种。

## 分布
原产于日本、韩国和中国北方渤海、黄海等地。

## 栖息地
东方小藤壶在中国北方沿海的高潮线附近的岩石上非常稠密，也常附着于潮间带及潮间带下部的软体动物贝壳及甲壳类上，偶尔也见附着于船底。